# Natação no Campeonato Europeu de Esportes Aquáticos de 2018 - 400 m livre masculino

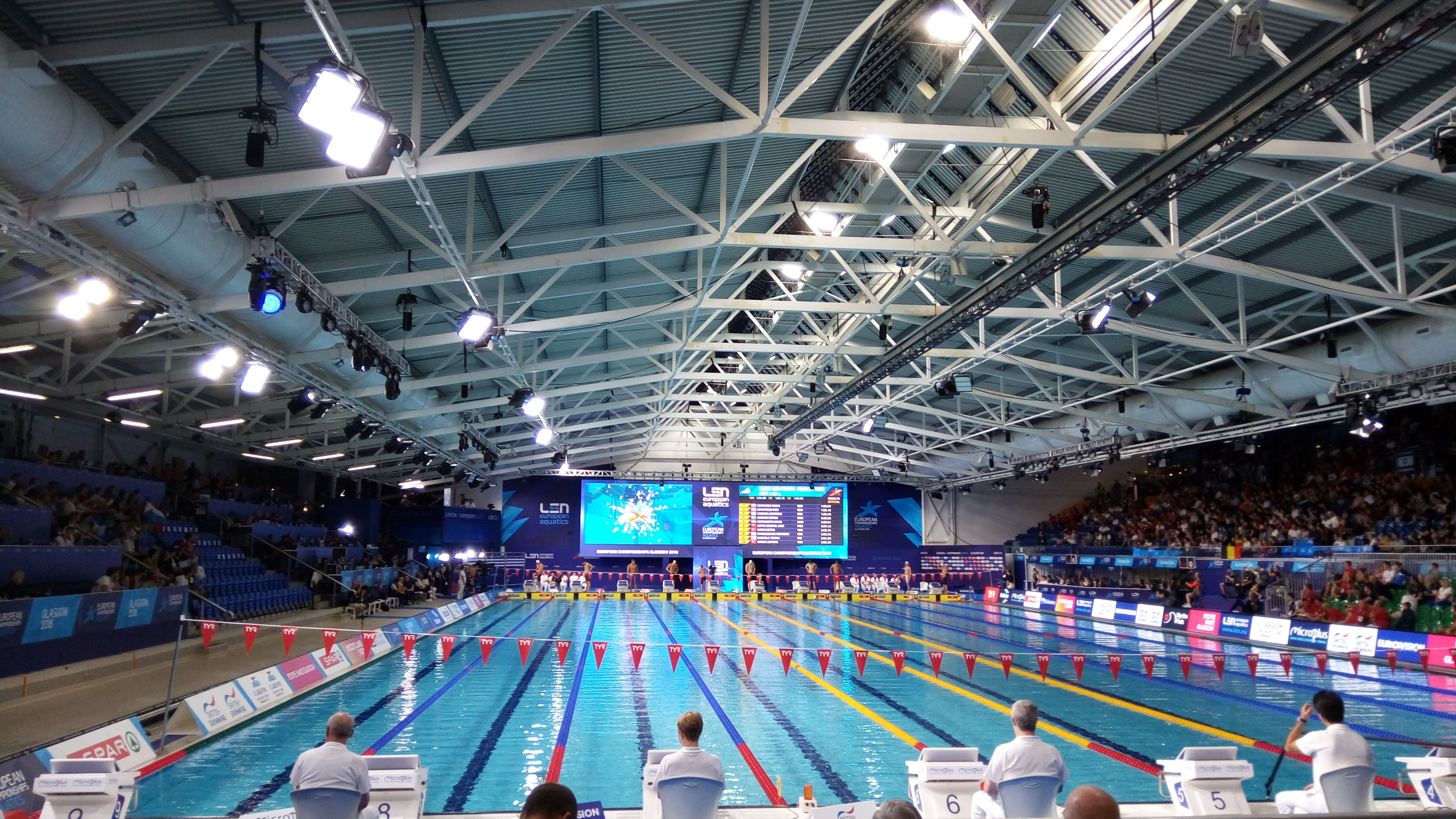
Centro Internacional de Natação Tollcross

A prova dos 400 metros livre masculino da natação no Campeonato Europeu de Esportes Aquáticos de 2018 ocorreu no dia 3 de agosto no Tollcross International Swimming Centre, em Glasgow no Reino Unido. 

## Calendário
| Fase          | Data        | Hora  |
| ------------- | ----------- | ----- |
| Eliminatórias | 3 de agosto | 09:50 |
| Final         | 3 de agosto | 17:09 |

Todos os horários estão no horário local (UTC+0)

## Recordes
Antes desta competição, os recordes eram os seguintes:
|                       | Nadador         | Tempo   | Local   | Data                |
| --------------------- | --------------- | ------- | ------- | ------------------- |
| Recorde mundial       | Paul Biedermann | 3:40.07 | Roma    | 26 de julho de 2009 |
| Recorde europeu       | Paul Biedermann | 3:40.07 | Roma    | 26 de julho de 2009 |
| Recorde do campeonato | Gabriele Detti  | 3:44.01 | Londres | 16 de maio de 2016  |

## Medalhistas
| Ouro                     | Prata                     | Bronze                    |
| Mykhailo Romanchuk (UKR) | Henrik Christiansen (NOR) | Henning Mühlleitner (GER) |

## Resultados

### Eliminatórias
Esses foram os resultados das eliminatórias. 
| Pos. | Bateria | Raia | Nadador                | Nacionalidade | Tempo   | Notas |
| ---- | ------- | ---- | ---------------------- | ------------- | ------- | ----- |
| 1    | 3       | 4    | Mykhailo Romanchuk     | Ucrânia       | 3:46.95 | Q     |
| 2    | 3       | 2    | Poul Zellmann          | Alemanha      | 3:47.14 | Q     |
| 3    | 3       | 3    | Henning Mühlleitner    | Alemanha      | 3:47.29 | Q     |
| 4    | 4       | 4    | Felix Auböck           | Áustria       | 3:48.01 | Q     |
| 5    | 4       | 2    | Victor Johansson       | Suécia        | 3:48.05 | Q     |
| 6    | 4       | 3    | Henrik Christiansen    | Noruega       | 3:48.14 | Q     |
| 7    | 3       | 8    | Jan Micka              | Chéquia       | 3:49.17 | Q     |
| 8    | 3       | 5    | Wojciech Wojdak        | Polónia       | 3:49.67 | Q     |
| 9    | 3       | 6    | Filip Zaborowski       | Polónia       | 3:49.72 |       |
| 10   | 4       | 8    | David Aubry            | França        | 3:49.87 |       |
| 11   | 4       | 5    | Domenico Acerenza      | Itália        | 3:50.00 |       |
| 12   | 3       | 1    | Stephen Milne          | Reino Unido   | 3:50.05 |       |
| 13   | 4       | 7    | Jay Lelliott           | Reino Unido   | 3:50.21 |       |
| 14   | 3       | 9    | Marin Mogić            | Croácia       | 3:50.48 |       |
| 15   | 4       | 1    | Martin Malyutin        | Rússia        | 3:50.94 |       |
| 16   | 2       | 8    | Robin Hanson           | Suécia        | 3:51.33 |       |
| 17   | 3       | 0    | Balázs Holló           | Hungria       | 3:51.56 |       |
| 18   | 2       | 4    | Richard Nagy           | Eslováquia    | 3:51.86 |       |
| 19   | 2       | 0    | Miguel Nascimento      | Portugal      | 3:51.89 |       |
| 20   | 4       | 9    | Adam Paulsson          | Suécia        | 3:51.98 |       |
| 21   | 4       | 0    | Roman Fuchs            | França        | 3:52.77 |       |
| 22   | 4       | 6    | Viacheslav Andrusenko  | Rússia        | 3:53.02 |       |
| 23   | 2       | 5    | Denis Loktev           | Israel        | 3:53.04 |       |
| 24   | 2       | 2    | Bogdan-Andrei Scarlat  | Roménia       | 3:53.80 |       |
| 25   | 2       | 9    | Ergecan Gezmiş         | Turquia       | 3:53.52 |       |
| 26   | 2       | 3    | Ilya Druzhinin         | Rússia        | 3:54.40 |       |
| 27   | 2       | 1    | László Cseh            | Hungria       | 3:55.49 |       |
| 28   | 1       | 6    | Batuhan Hakan          | Turquia       | 3:56.81 |       |
| 29   | 2       | 6    | Yonatan Batsha         | Israel        | 3:57.07 |       |
| 30   | 1       | 4    | Daniel Namir           | Israel        | 3:57.37 |       |
| 31   | 2       | 7    | Andreas Georgakopoulos | Grécia        | 4:00.36 |       |
| 32   | 1       | 5    | Irakli Revishvili      | Geórgia       | 4:00.95 |       |
| 33   | 1       | 3    | Alvi Hjelm             | Ilhas Feroé   | 4:02.29 |       |
| 34   | 1       | 2    | Frenc Berdaku          | Albânia       | 4:09.78 |       |
| 35   | 1       | 7    | Spiro Goga             | Albânia       | 4:13.88 |       |
| —    | 3       | 7    | Daniel Jervis          | Reino Unido   | DNS     | DNS   |

### Final
Esse foi o resultado da final. 
| Pos.              | Raia | Nadador             | Nacionalidade | Tempo   | Notas |
| ----------------- | ---- | ------------------- | ------------- | ------- | ----- |
| Medalha de ouro   | 4    | Mykhailo Romanchuk  | Ucrânia       | 3:45.18 |       |
| Medalha de prata  | 7    | Henrik Christiansen | Noruega       | 3:47.07 |       |
| Medalha de bronze | 3    | Henning Mühlleitner | Alemanha      | 3:47.18 |       |
| 4                 | 6    | Felix Auböck        | Áustria       | 3:47.24 |       |
| 5                 | 2    | Victor Johansson    | Suécia        | 3:47.74 |       |
| 6                 | 1    | Jan Micka           | Chéquia       | 3:48.46 |       |
| 7                 | 5    | Poul Zellmann       | Alemanha      | 3:48.97 |       |
| 8                 | 8    | Wojciech Wojdak     | Polónia       | 3:49.08 |       |

Legenda
| Recorde mundial       | Recorde mundial (World record)               |                       | Recorde africano                      | Recorde africano (African) |                                           | Q | Classificado por posição (Qualified) |
| Recorde do campeonato | Recorde do campeonato (Championship record)  | Recorde da América    | Recorde da América (Americas)         | q                          | Classificado por melhor tempo (Qualified) |   |                                      |
| Melhor marca do ano   | Melhor marca do ano (World leading)          | Recorde asiático      | Recorde asiático (Asian)              | DNS                        | Não largou (Did not start)                |   |                                      |
| Recorde nacional      | Recorde nacional (National record)           | Recorde europeu       | Recorde europeu (European)            | DNF                        | Não terminou (Did not finish)             |   |                                      |
| Recorde pessoal       | Recorde pessoal do atleta (Personal best)    | Recorde da Oceania    | Recorde da Oceania (Oceania)          | DSQ / DQ                   | Desclassificado (Disqualified)            |   |                                      |
| Recorde da temporada  | Recorde da temporada do atleta (Season best) | Recorde sul-americano | Recorde sul-americano (South America) | NM                         | Sem marca (No mark)                       |   |                                      |